# Ухо, Илья Игнатьевич

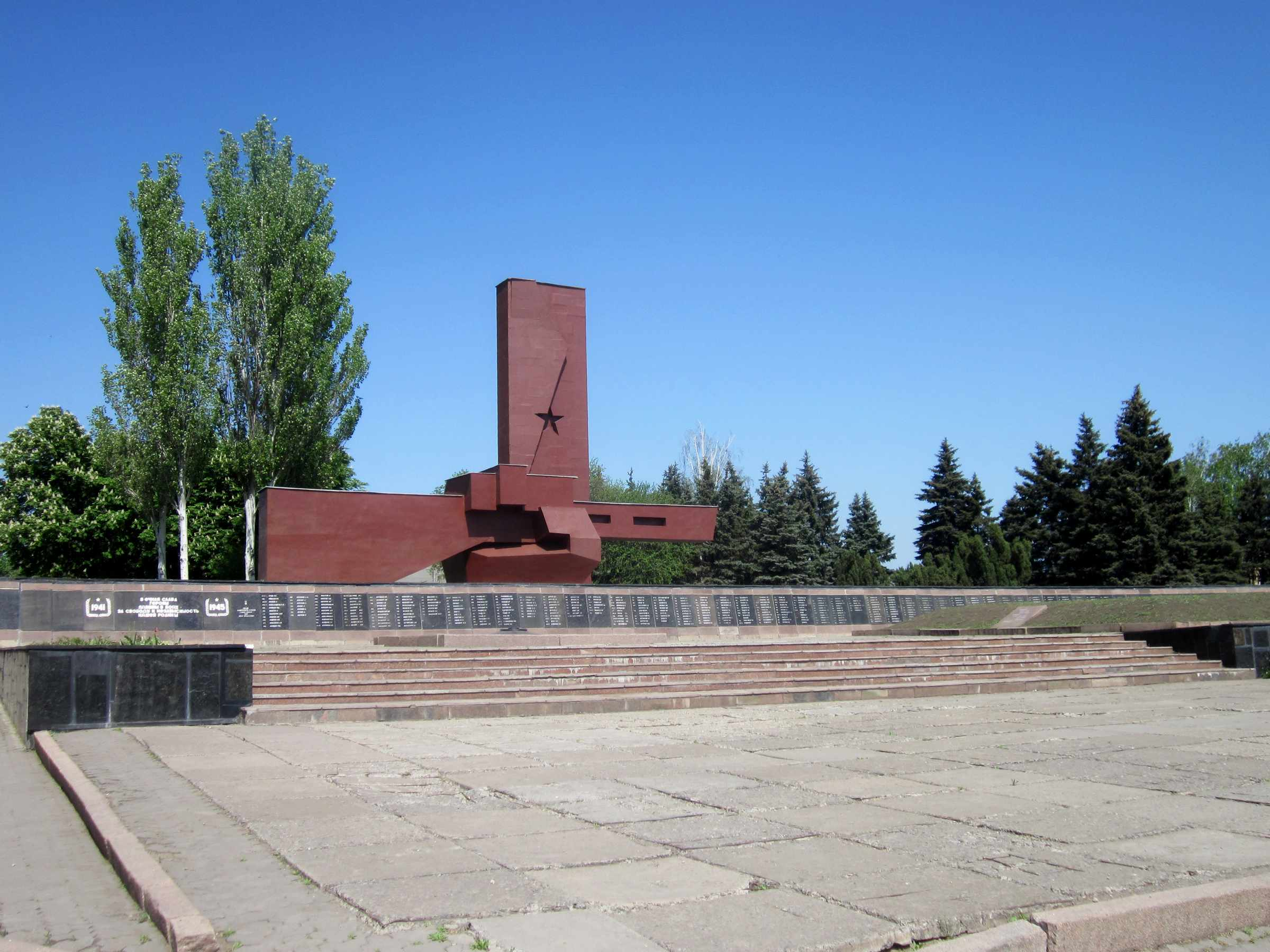
Братская могила «Не пройдут!» в Кривом Роге, в которой похоронен Илья Ухо

Илья Игнатьевич У́хо (1923, Ворожба — 3 марта 1944, Криворожский район, Днепропетровская область) — гвардии старший сержант, командир миномётного взвода 276-го гвардейского стрелкового полка 92-й гвардейской стрелковой дивизии 37-й армии Степного фронта. Герой Советского Союза (1944).

## Биография
Родился в 1923 году в селе Ворожба (ныне — Лебединского района Сумской области). Русский. С 1927 года жил в селе Чеботариха Куйтунского района Иркутской области.
В Красную армию призван в феврале 1942 года Бузулукским райвоенкоматом Чкаловской области. Окончил курсы командного состава при Забайкальском военном округе. Участник Великой Отечественной войны с октября 1942 года. Воевал на Сталинградском, Воронежском, Степном, 2-м и 3-м Украинских фронтах.
Командир миномётного взвода 276-го гвардейского стрелкового полка гвардии старший сержант Илья Ухо отличился при форсировании Днепра. В ночь на 1 октября 1943 года в составе батальона первым рейсом переправился на правый берег реки в районе села Успенка Онуфриевского района Кировоградской области. Заняв огневую позицию, миномётчики прикрывали переправу пехоты и артиллерии.
Указом Президиума Верховного Совета СССР от 22 февраля 1944 года за умелое руководство боем при форсировании Днепра, удержании и расширении плацдарма на его правом берегу, проявленные при этом мужество и отвагу гвардии старшему сержанту Ухо Илье Игнатьевичу присвоено звание Героя Советского Союза.
Погиб в бою 3 марта 1944 года. Похоронен в бывшем посёлке Весёлые Терны, теперь Кривой Рог Днепропетровской области, в братской могиле «Не пройдут!» вместе с другими 344-я советскими воинами.

## Награды
- Медаль «За оборону Сталинграда» (22.12.1942)[4];
- орден Красной Звезды (5.9.1943)[5];
- медаль «За отвагу» (25.3.1944)[4];
- медаль «Серп и Молот» и орден Ленина (22.2.1944)[1].

## Память
Именем Ильи Игнатьевича назван посёлок Уховский в Куйтунском районе Иркутской области, где установлен бюст Герою. Именем Ильи Ухо названа улица в посёлке городского типа Куйтун. Имя Героя выбито на мемориалах погибшим землякам в городах Иркутск и Лебедин. О нём повествуют материалы в экспозиции Сумского областного краеведческого музея.